# Ga Nha Trang
Ga Nha Trang là 1 nhà ga xe lửa chính trên tuyến đường sắt Bắc - Nam thuộc địa phận tỉnh Khánh Hòa, tiếp nối sau ga Lương Sơn và trước ga Cây Cầy. Ga tọa lạc tại số 17 đường Thái Nguyên, phường Nha Trang.
Ga Nha Trang cách ga Đà Nẵng 523,5 km về phía Bắc, cách ga Quảng Ngãi 387 km về phía Bắc, cách ga Diêu Trì 219 km về phía Bắc, cách ga Tuy Hoà 117 km về phía Bắc, cách ga Tháp Chàm gần 93 km về phía Nam, cách ga Bình Thuận 236 km về phía Nam và cách ga Sài Gòn 411 km về phía Nam. Lý trình ga: km 1314 + 930.
Nhà ga là nơi chứng kiến nhân dân Việt Nam nổ súng chống Pháp rạng sáng ngày 23 tháng 10 năm 1945. Hiện nay, ga còn là 1 di tích lịch sử.

## Lịch sử hình thành

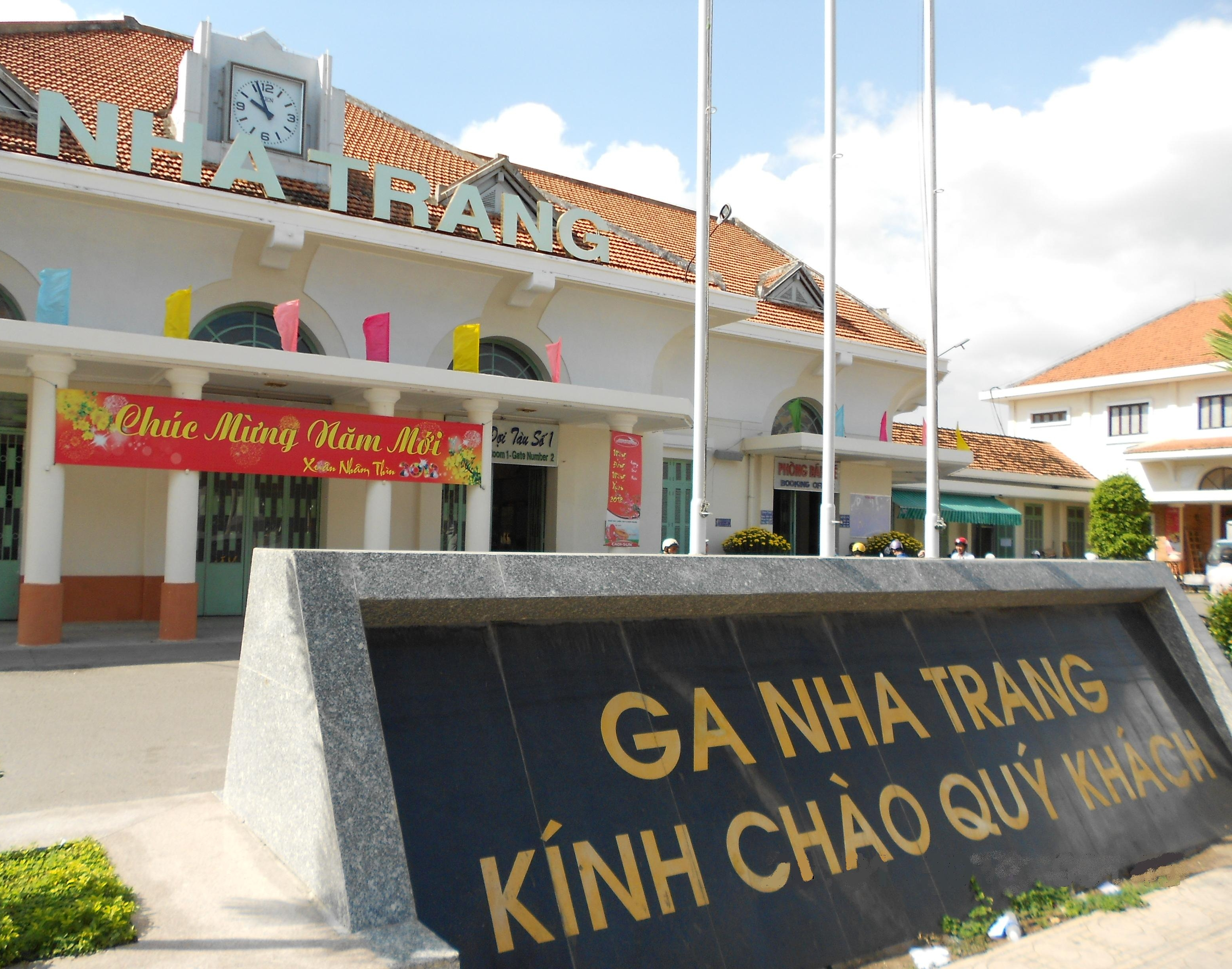
Ga Nha Trang, dịp năm mới Nhâm Thìn (2012)

Ga Nha Trang được khánh thành ngày 2 tháng 9 năm 1936. Là nơi chứng kiến nhân dân Khánh Hòa đứng lên đấu tranh, nố súng chống thực dân Pháp. Cho đến ngày nay, ga Nha Trang vẫn còn giữ được kiến trúc độc đáo thời Pháp.
Vào thời đó, trước ga có một vườn hoa rộng, nay là công viên Võ Văn Ký (bây giờ là công viên 23/10), mang tên người chỉ huy trận đánh quân Pháp ở ga Nha Trang đêm 23 tháng 10 năm 1945 đã hy sinh anh dũng tại nơi đây. 2 bên là 2 khách sạn, 2 tòa nhà giống hệt nhau về vẻ ngoài và kiểu dáng kiến trúc. Với sự hài hòa, khoáng đạt, độc đáo của cảnh quan kiến trúc, ga Nha Trang được coi là ga đẹp thứ nhì Đông Dương, chỉ sau ga Đà Lạt.

## Các chuyến tàu
Ngoài tuyến đường sắt Thống Nhất còn có các tuyến tàu địa phương như tuyến Sài Gòn – Nha Trang (SNT), tuyến Sài Gòn – Quy Nhơn (SQN),...

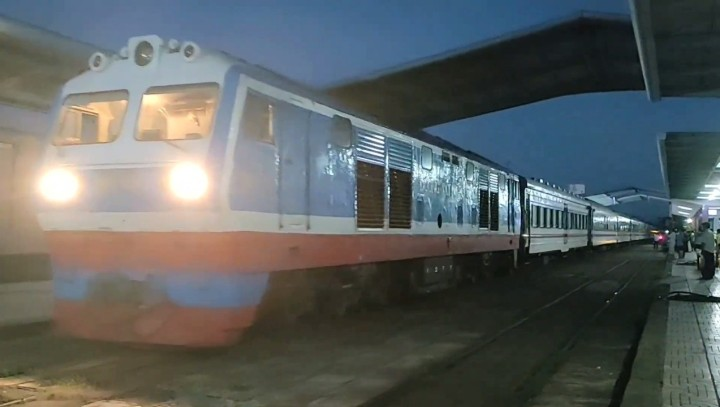
Đoàn tàu (H)SE2 vào ga Nha Trang trên đường sắt số 2

## Di dời ga
Hiện nay có 2 phương án đề xuất di dời ga:
- Phương án 1: Chỉ giữ lại ga hành khách, dời hoạt động vận chuyển hàng hóa ra ngoại thành.
- Phương án 2: Dời toàn bộ ga đến ga mới tại xã Vĩnh Trung, TP Nha Trang.